# Bedřich Housa
Bedřich Housa (12. dubna 1926 Praha – 7. května 2020) byl autorem a rytcem poštovních známek.

## Život
V letech 1940 až 1944 se vyučil ocelorytcem v Československé grafické unii. Po druhé světové válce vystudoval Akademii výtvarných umění v Praze pod vedením profesora Vladimíra Silovského. Během studií měl možnost setkat se s mnohými výtvarníky jako například Pavlem Sukdolákem nebo Ladislavem Čepelákem.

## Zajímavosti
V edici Tradice České známkové tvorby vyšla známka s portrétem Bedřicha Housy.